# Josip Rumac
Josip Rumac (Rijeka, 26 de octubre de 1994) es un ciclista croata.

## Palmarés
2014
- 2.º en el Campeonato de Croacia Contrarreloj

2015
- 2.º en el Campeonato de Croacia en Ruta

2016
- 2.º en el Campeonato de Croacia en Ruta

2017
- Campeonato de Croacia en Ruta

2018
- Campeonato de Croacia Contrarreloj[2]

2019
- Campeonato de Croacia Contrarreloj
- Campeonato de Croacia en Ruta

2020
- Campeonato de Croacia Contrarreloj  [3]
- Campeonato de Croacia en Ruta  [4]

## Resultados en Grandes Vueltas y Campeonatos del Mundo
| Carrera         | Carrera         | 2014 | 2015 | 2016 | 2017 | 2018 | 2019 | 2020 | 2021 |
| --------------- | --------------- | ---- | ---- | ---- | ---- | ---- | ---- | ---- | ---- |
|                 | Giro de Italia  | —    | —    | —    | —    | —    | —    | 99.º | —    |
|                 | Tour de Francia | —    | —    | —    | —    | —    | —    | —    | —    |
|                 | Vuelta a España | —    | —    | —    | —    | —    | —    | —    | —    |
| Mundial en Ruta | Mundial en Ruta | —    | —    | —    | —    | Ab.  | —    | —    | —    |

—: no participa

Ab.: abandono